# Bridging the Gap (Black Eyed Peas)
Bridging the Gap è il secondo album in studio del gruppo musicale statunitense Black Eyed Peas, pubblicato nel 2000 dalla Interscope Records.

## Tracce
1. BEP Empire – 4:39 (William Adams, Allan Pineda, Christopher Edward Martin, Jaime Gomez)
2. Weekends (feat. Esthero) – 4:46 (William Adams, Allan Pineda, Jaime Gomez, Tony Butler, Sylvester Stewart)
3. Get Original (feat. Chali 2na) – 2:52 (William Adams, Allan Pineda, George Pajon Jr., Chali 2na, Clifford Smith, Aldane Browne)
4. Hot (feat. Kim Hill) – 4:04 (William Adams, Allan Pineda)
5. Cali to New York (feat. De La Soul) – 4:47 (William Adams, Kelvin Mercer, Dave Jolicoeur, Daisey Age' Pajon Jr.)
6. Lil' Lil' – 4:10 (William Adams, Allan Pineda, Daisey Age' Pajon Jr., Michael Fratantuno)
7. On My Own (feat. Les Nubians & Mos Def) – 3:52 (William Adams, Allan Pineda, Helene Faussart, Celia Faussart, Dante Smith, Kim Hill)
8. Release – 5:07 (William Adams, Allan Pineda, Jaime Gomez)
9. Bridging the Gaps – 4:56 (William Adams, Allan Pineda, Daisey Age' Pajon Jr., John Collins, Bill Withers)
10. Go Go – 4:53 (William Adams, Allan Pineda, Michael Fratantuno, Arthur Baker, John Robie, Afrika Bambaata, Robert Allen, Ellis Williams, Ralf Rutter, Emil Schultz)
11. Rap Song (feat. Wyclef Jean) – 3:33 (William Adams, Allan Pineda, Jaime Gomez, James Brown, Charles Bobbit, Bob Byrd, Wyclef Jean)
12. Bringing It Back – 3:36 (William Adams, Allan Pineda)
13. Tell Your Mama Come – 3:14 (William Adams, Allan Pineda, Jaime Gomez, Daisey Age' Pajon Jr.)
14. Request + Line (feat. Macy Gray) – 9:21 (William Adams, Allan Pineda, Daisey Age' Pajon Jr., Michael Fratantuno, Rhett Lawrence, Natalie Hinds)

Traccia bonus nell'edizione britannica
1. Magic – contiene la traccia fantasma Empire Strikes Back

Tracce bonus nell'edizione Collector
1. Magic
2. Bridging the Gaps Version 2 – contiene la traccia fantasma Empire Strikes Back